# Anthony Joshua
Anthony Oluwafemi Olaseni Joshua (Watford, 15 oktober 1989) is een Britse bokser. Hij vecht in de zwaargewichtklasse. Hij werd in 2012 olympisch kampioen. Hij veroverde in 2016 de IBF-wereldtitel, in 2017 de WBA (Super) en IBO-titels, en in 2018 de WBO-titel. Op regionaal niveau bekleedde hij de Britse en Commonwealth-zwaargewichttitels van 2014 tot 2016.

## Amateurcarrière
Joshua begon in 2007 op 18-jarige leeftijd met boksen. Het was zijn neef die hem overhaalde om met de sport te beginnen. Joshua won de 2009 en 2010 Haringey Box Cup en hij won de senior ABA kampioenschappen in 2010 in slechts zijn 18de gevecht. In 2010 leverde zijn binnenlandse succes hem een plaats op in het team GB boksen en later dat jaar werd hij Brits amateurkampioen op de GB Amateur Boksen Kampioenschappen na het verslaan van Amin Isa. In oktober 2011 werd hij amateurbokser van het jaar door de Boxing Writers Club van Groot-Brittannië. Hij won op de Olympische Spelen 2012 in Londen de gouden medaille.

## Profcarrière
Na het winnen van de gouden medaille werd begin 2013 bekendgemaakt dat Joshua prof zou worden. Hij tekende een contract bij Matchroom, de stal van Eddie Hearn. Hij maakte op 5 oktober 2013 zijn profdebuut, tegen de Italiaan Emanuele Leo. Hij won op knock-out in de eerste ronde. Op 11 oktober 2014 pakte Joshua zijn eerste titel bij de profs. Hij won van de Rus Denis Bakhtov en won daarmee de WBC International zwaargewichttitel. Op 9 april 2016 won Joshua de IBF zwaargewichttitel door de Amerikaan Charles Martin te verslaan. In 2017 won hij de WBA (Super) en IBO-titels na het verslaan van Volodymyr Klytsjko, en in 2018 won hij de WBO-titel van Joseph Parker.
Op 1 juni 2019 verloor Joshua voor het eerst een gevecht. Hierbij verloor hij zijn vier wereldtitels aan Andy Ruiz Jr.. In december 2019 nam Joshua revanche op Ruiz, en heroverde hij zijn titels. Hierna kwam het niet tot een gevecht tussen Joshua en Tyson Fury, de houder van de overige wereldtitels in het zwaargewicht (WBC en The Ring).
Op 25 september 2021 leed Joshua de tweede nederlaag in zijn carrière. Hij verloor in London op punten van de Oekraïner Oleksandr Usyk, en raakte hierbij zijn vier kampioensgordels (WBA, IBF, WBO, en IBO) kwijt. In augustus 2022 verloor hij opnieuw van Usyk.

## Persoonlijk leven
Joshua heeft een Nigeriaanse moeder en een Nigeriaans-Ierse vader.
In 2011 is hij opgepakt wegens het bezit van cannabis. Joshua moest 12 maanden vrijwilligerswerk doen en 100 uren werken zonder betaling.
Hij heeft een zoon met zijn ex-vriendin.

## Resultaten
| Datum      | Resultaat | Tegenstander         | Type | Ronde | Locatie                            |
| ---------- | --------- | -------------------- | ---- | ----- | ---------------------------------- |
| 05-10-2013 | Winst     | Emanuele Leo         | TKO  | 1     | The O2 Arena, Londen               |
| 26-10-2013 | Winst     | Paul Butlin          | TKO  | 2     |                                    |
| 14-11-2013 | Winst     | Hrvoje Kisicek       | TKO  | 2     |                                    |
| 01-02-2014 | Winst     | Dorian Darch         | TKO  | 2     |                                    |
| 01-03-2014 | Winst     | Hector Alfredo Avila | KO   | 1     |                                    |
| 31-05-2014 | Winst     | Matt Legg            | KO   | 1     | Wembley Stadium                    |
| 12-07-2014 | Winst     | Matt Skelton         | TKO  | 2     |                                    |
| 13-09-2014 | Winst     | Konstantin Airich    | TKO  | 3     |                                    |
| 11-10-2014 | Winst     | Denis Bakhtov        | TKO  | 2     |                                    |
| 22-11-2014 | Winst     | Michael Sprott       | TKO  | 1     |                                    |
| 04-04-2015 | Winst     | Jason Gavern         | KO   | 3     |                                    |
| 09-05-2015 | Winst     | Raphael Zumbano Love | TKO  | 2     |                                    |
| 30-05-2015 | Winst     | Kevin Johnson        | TKO  | 2     | The O2 Arena, Londen               |
| 12-09-2015 | Winst     | Gary Cornish         | TKO  | 1     | The O2 Arena, Londen               |
| 12-12-2015 | Winst     | Dillian Whyte        | TKO  | 7     | The O2 Arena, Londen               |
| 09-04-2016 | Winst     | Charles Martin       | KO   | 2     | The O2 Arena, Londen               |
| 25-06-2016 | Winst     | Dominic Breazeale    | KO   | 7     | The O2 Arena, Londen               |
| 10-12-2016 | Winst     | Eric Molina          | TKO  | 3     |                                    |
| 29-04-2017 | Winst     | Vladimir Klytsjko    | TKO  | 11    | Wembley Stadium                    |
| 28-10-2017 | Winst     | Carlos Takam         | TKO  | 10    |                                    |
| 31-03-2018 | Winst     | Joseph Parker        | UD   | 12    | Millennium Stadium, Cardiff, Wales |
| 22-09-2018 | Winst     | Aleksandr Povetkin   | TKO  | 7     |                                    |
| 01-06-2019 | Verlies   | Andy Ruiz Jr.        | TKO  | 7     | Madison Square Garden, New York    |
| 07-12-2019 | Winst     | Andy Ruiz Jr.        | UD   | 12    | Diriyah Arena, Al-Diriyah          |
| 12-12-2020 | Winst     | Kubrat Pulev         | TKO  | 9     | The SSE Arena                      |
| 25-09-2021 | Verlies   | Oleksandr Oesyk      | UD   | 12    | Tottenham Hotspur Stadium          |

1984: Tyrell Biggs ·
1988: Lennox Lewis ·
1992: Roberto Balado ·
1996: Volodymyr Klytsjko ·
2000: Audley Harrison ·
2004: Aleksandr Povetkin ·
2008: Roberto Cammarelle ·
2012: Anthony Joshua ·
2016: Tony Yoka ·
2020: Bahodir Jalolov ·
2024: Bahodir Jalolov
- Library of Congress Control Number: nb2018007984
- Virtual International Authority File: 2860149844948202960002
- WorldCat: E39PBJkp3VJgymhX7pRPwrQrMP